# Asprey
Asprey (antiguamente Asprey & Garrard) es una tienda inglesa fundada en Londres por William Asprey en 1781. Su actual base está en New Bond Street en Londres. Sus ventas se centran en las joyas, relojes, cueros, libros antiguos y accesorios. Como parte de Asprey & Garrard fue el Joyero de la Corona del Reino Unido, que cargaba con la responsabilidad de las Joyas de la Corona desde 1998 hasta 2006.

## Historia
Asprey fue fundada en 1781 en Mitcham. Allí fue donde William Asprey creó un negocio de impresiones en seda. El hijo de William, Charles, y su nieto, también Charles, expandió el negocio hacia las artes metálicas. En 1841 el mayor de los Charles se asoció con un comerciante londinense ubicado en Bond Street. En 1847 la familia Asprey terminó sus relaciones con su socio y se trasladó a 167 New Bond Street, el lugar que ocupa hasta la actualidad.
En 1998 Asprey se fusionó con la firma de joyería Garrard para convertirse en Asprey & Garrard, trasladándose desde 112 Regent Street a la ubicación de New Bond Street. Asprey & Garrard fue adquirido por el Príncipe Jefri Bolkiah, un hermano menor del Sultán de Brunéi, en 1995 por 243 millones de libras esterlinas, y posteriormente adquirida por los inversionistas privados Lawrence Stroll y Silas Chou por una suma no determinada en 2000. La empresa revirtió su fusión en 2002, con Garrard retornando a Albermarle Street, en el local que ocupaba desde 1911. Garrard fue adquirida por la firma estadounidense Yucaipa Cos. en 2006, finalizando su asociación con Asprey.